# Аратское
Ара́тское — село в Катав-Ивановском районе Челябинской области России. Входит в Серпиевское сельское поселение.

## География
Через село протекает река Гамаза. Расстояние до районного центра города Катав-Ивановска 30 км.

## Население
| 2002 | 2010 |
| ---- | ---- |
| 187  | ↘164 |

Гендерный состав
По данным Всероссийской переписи, в 2010 году численность населения села составляла 164 человека (79 мужчин и 85 женщин).

## Улицы
Уличная сеть села состоит из 2 улиц.